# Olympische Winterspiele 1968/Teilnehmer (Iran)
| Gelbes Symbol für Goldmedaillen mit stilisierten Olympischen Ringen | Graues Symbol für Silbermedaillen mit stilisierten Olympischen Ringen | Braundes Symbol für Bronzemedaillen mit stilisierten Olympischen Ringen |
| ------------------------------------------------------------------- | --------------------------------------------------------------------- | ----------------------------------------------------------------------- |
| —                                                                   | —                                                                     | —                                                                       |

Der Iran nahm an den X. Olympischen Winterspielen 1968 im französischen Grenoble mit einer Delegation von vier männlichen Athleten in einer Disziplin teil. Ein Medaillengewinn gelang keinem der Athleten.
Fahnenträger bei der Eröffnungsfeier war der alpine Skirennläufer Ovaness Meguerdonian.

## Teilnehmer nach Sportarten

### Ski Alpin
Männer
- Feizollah Bandali
Abfahrt: 68. Platz (2:27,07 min)
Riesenslalom: 70. Platz (4:10,08 min)
Slalom: im Vorlauf ausgeschieden

- Lotfollah Kiashemshaki
Abfahrt: 66. Platz (2:23,60 min)
Riesenslalom: 71. Platz (4:12,55 min)
Slalom: im Vorlauf ausgeschieden

- Ovaness Meguerdonian
Abfahrt: 69. Platz (2:30,25 min)
Riesenslalom: 73. Platz (4:16,68 min)
Slalom: im Vorlauf ausgeschieden

- Ali Saveh
Abfahrt: 73. Platz (2:47,88 min)
Riesenslalom: 77. Platz (4:23,72 min)
Slalom: im Vorlauf ausgeschieden